# شينسيكاي
شينسيكاي (新世界 "عالم جديد") هو حي قديم يقع بجوار منطقة "مينامي" بوسط مدينة أوساكا. تم إنشاء الحي في عام 1912 حيث أصبحت نيويورك (على وجه التحديد كوني آيلاند) نموذجًا لنصفها الجنوبي وباريس لنصفها الشمالي. في هذا الموقع، تم تشغيل متنزه لونا بارك الترفيهي من عام 1912 حتى تم إغلاقه في عام 1923. كان محور الحي هو برج تسوتنكاكو ("البرج الذي وصل إلى السماء").

ونتيجة لعمليات إعادة التطوير البسيطة بعد الحرب العالمية الثانية، أصبحت المنطقة واحدة من أفقر المناطق في اليابان.

## التاريخ والسمعة
على الرغم من صورتها السلبية وسمعتها الشائعة باعتبارها المنطقة الأكثر خطورة في أوساكا، إلا أن شينسيكاي تفتخر بتاريخها المتنوع وهويتها الفريدة. في بداية القرن العشرين ازدهر الحي كمنطقة جذب سياحي محلية تعرض صورة المدينة الحديثة. بعد الحرب العالمية الثانية، عملت المنطقة على ترفيه العمال الذين كانوا يعيدون بناء أوساكا. يعود الفضل الكبير في وضع شينسيكاي كمنطقة خطرة إلى النشاط الإجرامي الذي ازدهر في العقود التي سبقت التسعينيات.
ما إذا كانت وصمة العار المحيطة بشينسيكاي تستحق الأمر أم لا، فهذا أمر مفتوح للنقاش. يزعم العديد من سكان أوساكا أنهم يخشون أن تطأ أقدامهم المنطقة. يحذر دليل السفر لونلي بلانيت اليابان الزائرين من "الحفاظ على ذكائهم بشأنهم" لأن شينسيكاي قد يكون "أقرب شيء في اليابان إلى حي خطير". على الرغم من أنه في الطبعة الخامسة عشرة من دليل السفر هذا، المنشور في عام 2017، لم يتم ذكر ذلك بعد الآن.
استمرارًا لثروات المنطقة المتقلبة في السنوات الأخيرة، بدلاً من الجريمة المتفشية، ترسخت مستوطنة أوساكا الدائمة الكبيرة للمشردين في المناطق المحيطة بشينسيكاي. يأتي رجال بلا مأوى، غالبًا من كبار السن، من جميع أنحاء اليابان إلى أوساكا هربًا من وصمة العار المجتمعية في مسقط رأسهم ويتجولون في الشوارع المحيطة بالمنطقة. يعد الحي أيضًا موطنًا لعدد كبير من البغايا وتركز مجتمع أوساكا الذي يرتدي شهوة الملابس المغايرة.

### عوامل الجذب
على الرغم من أن عناصر البؤس والعوز يتم تسليط الضوء عليها غالبًا، إلا أن شينسيكاي تعد أيضًا موطنًا لعدد كبير من منافذ الأعمال المشروعة. إنه مشهد للمطاعم منخفضة التكلفة، ومتاجر الملابس الرخيصة، ودور السينما، ونوادي الشوغي والماجونغ، وصالات باتشينكو.
يوجد في شينسيكاي العديد من مطاعم فوغو (السمك المنتفخ)، ولكن موطن الطهي الحقيقي في الحي هو كوشي-كاتسو. ويزخر الحي بمطاعم كوشي-كاتسو التي تقدم أنواعًا مختلفة من اللحوم والأسماك والخضروات، جميعها مقلية بالبقسماط ومقلية على أعواد صغيرة مقابل حوالي 150 ينًا لكل منها.
تقع شينسيكاي غرب حديقة حيوان تينوجي ومتنزه تينوجي ومتحف بلدية أوساكا للفنون. وإلى الجنوب يوجد سبا وورلد وFestival Gate المغلقة حاليًا، وهي مدينة ملاهي صغيرة تم بناؤها لتجديد المنطقة الأكثر تدهورًا في أوساكا. بدلاً من محاولة دمج الحديقة مع منطقة شينسيكاي، أدى تشييدها إلى عزلها فعليًا عن الحي المحيط بها. وظل مفتوحًا لمدة سبع سنوات تقريبًا، ولكن في فبراير 2004، أعلن مشروع مشترك وراء العملية إفلاسه، مما أدى إلى إغلاق المجمع فعليًا في معظم الأحيان. وباعتبارها منطقة ترفيهية، لم تكن تنافس يونيفرسال ستوديوز اليابان القريبة، والتي تم افتتاحها في عام 2002. وفي أوائل عام 2008، بدأت المدينة في طرح العطاءات من المشترين المحتملين، على الرغم من أنه بحلول هذه المرحلة، كان متجر الكريب المجاور لـ Spa World هو العمل الوحيد الذي لا يزال قائمًا. تعمل في المجمع الفارغ.

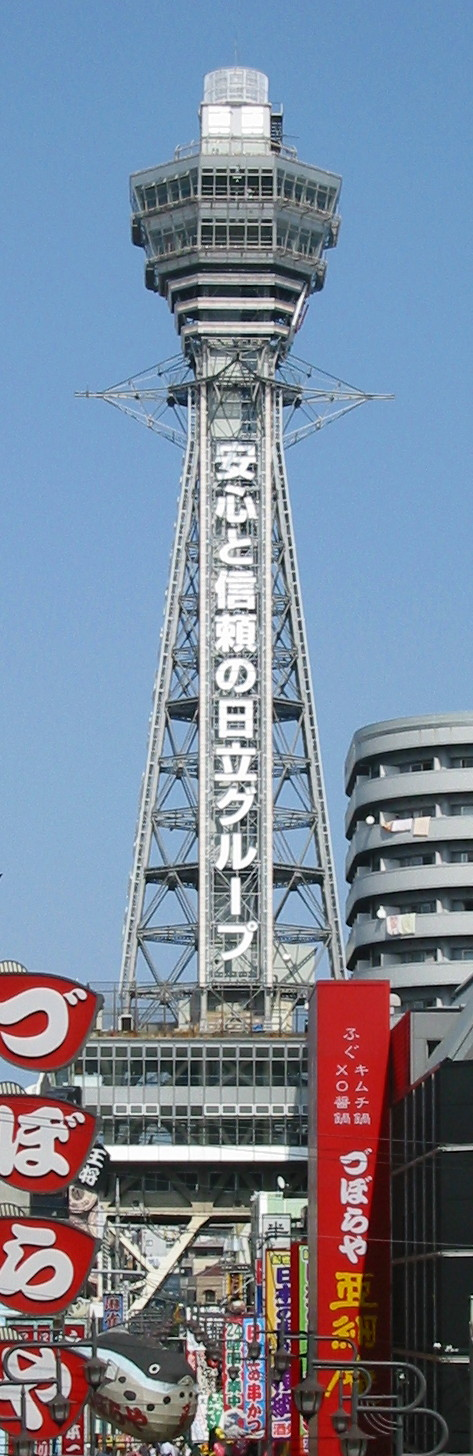
تسوتينكاكو، الجانب الجنوبي

يوفر الجزء العلوي من برج تسوتنكاكو إطلالة بانورامية ودون عائق على أوساكا. تم تصميم برج تسوتنكاكو الأصلي، الذي تم الانتهاء منه في عام 1912 ويبلغ ارتفاعه 64 مترًا (210 قدمًا)، ليشبه كلاً من برج إيفل (في الأعلى) وقوس النصر (في القاعدة)، وكان أحد طرفي خط الترام الذي يربط بين حي مع أسباب لونا بارك. تعرض للتلف بسبب حريق في عام 1943 وتم تفكيكه، ثم تم استبداله في عام 1956 بالهيكل الحالي الذي يبلغ ارتفاعه 103 أمتار (338 قدمًا) وصممه تاتشو نايتو (المعروف أيضًا بتصميم برج طوكيو).